# Coupe Memorial 1985
Navigation
Édition précédente Édition suivante
L'édition 1985 de la Coupe Memorial est présenté du 11 au 18 mai 1985 à Shawinigan, Québec. Elle regroupe les champions de chacune des divisions de la Ligue canadienne de hockey, soit la Ligue de hockey junior majeur du Québec (LHJMQ), la Ligue de hockey de l'Ontario (LHO) et la Ligue de hockey de l'Ouest (LHOu).

## Équipes participantes
- Les Canadiens junior de Verdun représentent la Ligue de hockey junior majeur du Québec.
- Les Greyhounds de Sault-Sainte-Marie représentent la Ligue de hockey de l'Ontario.
- Les Raiders de Prince Albert représentent la Ligue de hockey de l'Ouest.
- Les Cataractes de Shawinigan de la LHJMQ représentent l'équipe hôte.

## Classement de la ronde préliminaire
| Équipe                         | PJ | V | D | BP | BC | Pts |
| ------------------------------ | -- | - | - | -- | -- | --- |
| Cataractes de Shawinigan       | 3  | 2 | 1 | 14 | 7  | 4   |
| Raiders de Prince Albert       | 3  | 2 | 1 | 15 | 15 | 4   |
| Greyhounds de Sault Ste. Marie | 3  | 2 | 1 | 16 | 14 | 4   |
| Canadiens junior de Verdun     | 3  | 0 | 3 | 7  | 16 | 0   |

## Résultats

### Résultats du tournoi à la ronde
Voici les résultats du tournoi à la ronde pour l'édition 1985 :

## Effectifs
Voici la liste des joueurs des Raiders de Prince Albert, équipe championne du tournoi 1985 :
- Entraîneur : Terry Simpson
- Gardiens : Roydon Gunn et Ward Komonosky.
- Défenseurs : Ken Baumgartner, Neil Davey, Dave Goertz, Doug Hobson, Curtis Hunt, Dave Manson, Don Schmidt et Emanuel Viveiros.
- Attaquants : Brad Bennett, Dean Braham, Rod Dallman, Pat Elynuik, Collin Feser, Steve Gotaas, Tony Grenier, Dan Hodgson, Kim Issel, Dale McFee, Ken Morrison, Dave Pasin et Kurt Woolf.

## Honneurs individuels
- Trophée Stafford-Smythe (meilleur joueur) : Dan Hodgson (Raiders de Prince Albert)
- Trophée George-Parsons (meilleur esprit sportif) : Tony Grenier (Raiders de Prince Albert)
- Trophée Hap-Emms (meilleur gardien) : Ward Komonosky (Raiders de Prince Albert)

Équipe d'étoiles :
- Gardien : Robert Desjardins (Cataractes de Shawinigan)
- Défenseurs : David Goertz (Raiders de Prince Albert) et Yves Beaudoin (Cataractes de Shawinigan)
- Centre : Dan Hodgson (Raiders de Prince Albert)
- Ailier gauche : Tony Grenier (Raiders de Prince Albert)
- Ailier droit : Patrice Lefebvre (Cataractes de Shawinigan)